# خش‌خش مینز–لرمن
خش‌خش مینز–لرمن یا صدای خراشیدگی مینز–لرمن (انگلیسی: Means–Lerman scratch) یک صدای قلبی و یک نوعِ ناشایع از سوفل قلب است که در بیماران مبتلا به پرکاری تیروئید رخ می‌دهد و به صورت یک صدای خش‌خش یا خراشیدگی میان‌سیستولی است که در قسمت فوقانی جناغ یا دومین فضای بین دنده ای سمت چپ در انتهای بازدم بهتر شنیده شود. دلیل بروز این صدا مالش پریکارد بر روی حفره جنبی در زمینه گردش خون هیپردینامیک و تاکی‌کاردی است، و ممکن است شبیه به صدای «مالش پریکارد» (pericardial rub) باشد.
این نشانه را «جی. لرمن» و «جی.اچ. مینز» از بیمارستان عمومی ماساچوست در سال ۱۹۳۲ توصیف کردند.